# Neuseeländische Badmintonmeisterschaft 2020
Die Neuseeländische Badmintonmeisterschaft 2020 fand vom 7. bis zum 9. August 2020 im North Harbour Badminton Centre in Auckland statt.

## Medaillengewinner
| Disziplin    | Gold                               | Silber                  | Bronze                         |
| ------------ | ---------------------------------- | ----------------------- | ------------------------------ |
| Herreneinzel | Abhinav Manota                     | Edward Lau              | Ricky Cheng                    |
| Herreneinzel | Abhinav Manota                     | Edward Lau              | Jack Jiang                     |
| Dameneinzel  | Shaunna Li                         | Sally Fu                | Catelyn Rozario                |
| Dameneinzel  | Shaunna Li                         | Sally Fu                | Ashley Tan                     |
| Herrendoppel | Oliver Leydon-Davis Abhinav Manota | Samuel Ho Riga Oud      | Dhanny Oud Ryan Tong           |
| Herrendoppel | Oliver Leydon-Davis Abhinav Manota | Samuel Ho Riga Oud      | Dacmen Vong Evan Wong          |
| Damendoppel  | Shaunna Li Anona Pak               | Alyssa Tagle Ashley Tan | Erena Calder-Hawkins Jasmin Ng |
| Damendoppel  | Shaunna Li Anona Pak               | Alyssa Tagle Ashley Tan | Grace Xiong Camellia Zhou      |
| Mixed        | Oliver Leydon-Davis Anona Pak      | Edward Lau Shaunna Li   | Dylan Soedjasa Anna Ryu        |
| Mixed        | Oliver Leydon-Davis Anona Pak      | Edward Lau Shaunna Li   | Nicco Tagle Alyssa Tagle       |